# Giulietta e Romeo (Zandonai)
Giulietta e Romeo ist eine Oper (Originalbezeichnung: „Tragedia“) in drei Akten und vier Bildern von Riccardo Zandonai (Musik) mit einem Libretto von Arturo Rossato und Nicola D’Atri (Mitarbeit) nach den Vorlagen von Shakespeares Tragödie Romeo und Julia. Sie wurde ab 1917 komponiert und am 14. Februar 1922 im Teatro Costanzi in Rom uraufgeführt.

## Handlung
Die folgende Inhaltsangabe basiert auf dem Libretto von 1922. Die kursiv gekennzeichneten Teile sind wörtliche Übersetzungen.

### Erster Akt
Kleiner Platz in Verona beim Palast der Capuleti, Nacht

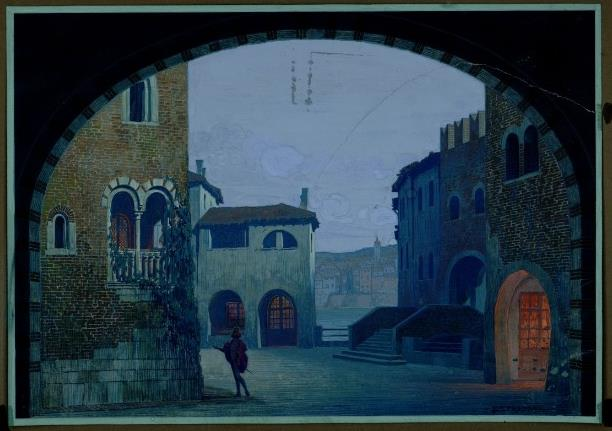
Erster Akt: Kleiner Platz in Verona

Im Hintergrund ein kleines niedriges Haus mit einem Säulenvorbau und einigen groben Tischen in der Nähe der Tür einer Taverne, die innen durch rötliches Licht erleuchtet ist. Auf der linken Seite ein Weg, der durch die Wände des kleinen Hauses und die hohen und massiven Mauern des Palasts der Capuleti gebildet wird. Auf der rechten eine Brücke. In Nähe eine andere, ebenfalls erleuchtete Taverne mit einer Glastür. Es ist Nacht. Flackernde Lichter in der Ferne hinter der Brücke. Im Licht der Tavernenfenster entstehen und verschwinden die Schatten der Männer im Inneren. Stille. Ein verhüllter Edelmann erscheint auf der Brücke, hält an der benachbarten Taverne an, schaut durch die Fenster, überquert dann den Platz bis zum Säulenvorbau. Plötzlich öffnet sich die Tür dieser Taverne. Licht strahlt heraus. Drinnen sieht man Angehörige der Familie, die schläfrig den Kopf auf den Tisch gelegt haben und andere, die um einen Herd herum liegen. Der Edelmann macht eine tadelnde Geste.
Der Edelmann – es handelt sich um Tebaldo – weckt die anderen Capuleti, darunter Gregorio und Sansone, mit dem Hinweis, dass die Angehörigen der feindlichen Montecchi-Sippe in der anderen Taverne feiern. Schon erscheinen maskierte Menschen auf dem Platz. Es handelt sich jedoch nicht um die Gegner, sondern die verspätet eintreffenden Damen der eigenen Familie. Dennoch bereitet Tebaldo seine Leute auf einen möglichen Kampf vor. Er betritt den Palast. Sansone und Gregorio halten Wache, während sich die übrigen Capuleti auf den Heimweg machen. Die Montecchi dagegen feiern in der anderen Taverne weiter. Ihr Gesang wird von einer Frauenstimme dominiert. Die Capuleti lauschen. Als die Glocke zwei Uhr läutet, verlassen die Montecchi und die von ihnen umworbene Dame das Lokal. Draußen treffen sie auf Gregorio und Sansone. Gregorio beobachtet, wie sich die Frau von einem Montecchio mit einem Kuss verabschiedet. Mit der Bemerkung, dass der Kuss eines Montecchi die ganze Nacht ruinieren würde, fordert Gregorio ebenfalls einen Kuss der Dame. Der Streit eskaliert, und beide rufen ihre Leute herbei. Plötzlich erscheint ein maskierter junger Mann mit einem schwarzen Umhang und versucht, die Kämpfenden auseinanderzudrängen. Der inzwischen zurückgekehrte Tebaldo fordert den Maskierten auf, sich zu erkennen zu geben. Da sich dieser sich jedoch weigert, zieht Tebaldo sein Schwert, und der Kampf entbrennt erneut. Da meldet Gregorio das Nahen der Wache. Alle fliehen in Unordnung. Auch die Lichter in den Tavernen werden gelöscht. Nur der Maskierte bleibt hinter den Säulen versteckt zurück. Ein Ausrufer verkündet jedem einen schändlichen Tod, der das Blut eines Bürgers vergießt.
Nachdem der Ausrufer fort ist, wird hinter einem der Fenster im Palast der Capuleti ein Licht sichtbar. Eine junge Frau mit einem weißen Tuch schaut besorgt auf die Straße. Soldaten gehen vorbei. Anschließend tritt der Maskierte hervor. Die junge Frau, Giulietta, öffnet die Balkontür und begrüßt ihn als ihren Geliebten Romeo. Dieser klettert mit Hilfe einer seidenen Leiter zu ihr hinauf. Beide schwören sich ewige Liebe trotz der Feindschaft ihrer Familien. Erst nach dem Läuten der Glocke verlässt Romeo seine Geliebte mit einem letzten zugeworfenen Kuss unter den ersten Strahlen der Morgensonne. Gleichzeitig erklingen Stimmen auf der Straße (Stornello: „Bocoleto de rosa“).

### Zweiter Akt
Hof im Palast der Capuleti

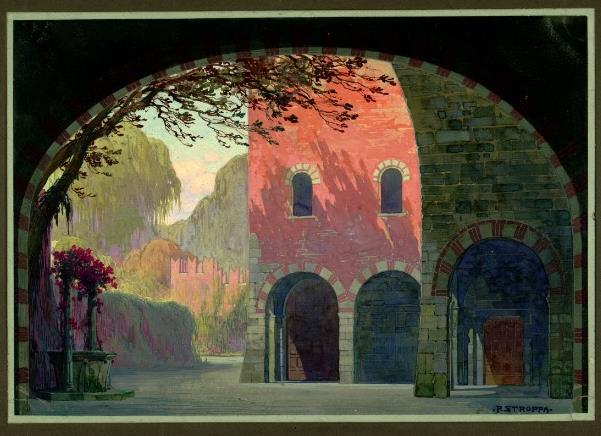
Zweiter Akt: Hof im Palast der Capuleti

Man sieht einen Hof im Palast der Capuleti in Verona. Links eine mit Zinnen versehene Mauer, bedeckt mit Efeu und Blumen, hinter denen sich ein Blumengarten erstreckt; rechts ein Porticus, der mit wenigen Bögen über einer mit schweren Schlössern verriegelten Tür endet; im Hintergrund ein roh gebautes Haus, von Arkaden umgeben, die ein kleines Stück von der Wand entfernt enden und so einen Pfad bilden, der sich zum Garten hin verliert. Unter dem leichten Laubengang führt eine Tür ins Haus. Fackeln auf den Säulen. Auf der Mauer ist hinter blühendem Gestrüpp versteckt ein Turm zu sehen. Im Hof befindet sich ein Brunnen. Eine Gruppe Mädchen in hellen Gewändern verweilt am Anfang des Pfades und ruft fröhlich in den Garten hinein, während Streicherklänge von der nahen Straße erklingen.
Giulietta, ihre Dienerin Isabella und weitere Mädchen spielen fröhlich mit einer Fackel, feiern den Frühling und das Osterfest und lauschen auf die sich nähernde Musik. Da erscheint Tebaldo im Tor. Nach der Begrüßung erkundigt sich Giulietta leise bei Isabella, ob Romeo gekommen sei. Als diese das bejaht, bittet Giulietta sie, sie für einen Moment mit Tebaldo allein zu lassen. Tebaldo teilt ihr mit, dass er von ihrer Verbindung mit Romeo wisse. Er sei gekommen, die Angelegenheit mit dem Schwert zu klären, da sie Schande über die Familie bringe. Ihre Eltern befänden sich gerade beim Grafen Lodrone, den sie als ihren Ehemann ausgewählt hätten. Ihr Vater werde ihr das in Kürze mitteilen. Giulietta erklärt empört, dass sie der Heirat niemals zustimmen werde und dem Montecchio bereits einen Schwur geleistet habe. Gerade als Tebaldo sie gewaltsam umstimmen will, sind von der Straße Rufe zu hören. Erneut sind Kämpfe zwischen den beiden Familien ausgebrochen. Gregorio erscheint verwundet in der Tür und ruft Tebaldo heraus. Es habe bereits zwei Tote gegeben. Besonders Romeo kämpfe mit schweren Schlägen. Rache schwörend will Tebaldo hinaus. Giulietta versucht verzweifelt, aber vergeblich, ihn zurückzuhalten. Da sie sich sicher ist, dass Romeo noch in ihrem Haus weilt, fordert sie Isabella auf, ihn zu holen. Romeo kommt, und die beiden fallen sich in die Arme. Giulietta fleht ihn an, mit ihr zu fliehen, weil sie sich in diesen Mauern nicht mehr sicher fühle. Romeo versichert ihr, dass für sie keine Gefahr bestehe. Giulietta besingt in einer eindringlichen Arie ihre Liebe zu ihm („Son la vostra sposa“). Doch da stürzt Tebaldo herein, überrascht das Paar und fordert Romeo zum Kampf heraus. Romeo redet vergeblich auf ihn ein, muss sich aber Tebaldos Angriffen erwehren und schlägt schließlich selbst heftig zu. Plötzlich stolpert Tebaldo und fällt. Er ist tot. Romeo wirft entsetzt sein Schwert von sich. Giulietta und Isabella schreien auf. Menschen drängen herein. Während des Tumults gelingt es Giulietta, Romeo in einen Geheimgang zu ziehen. Isabella folgt ihnen. Gregorio findet Romeos Schwert und zeigt es den anderen. Die Capuleti schwören Rache. Romeo bleibt nur noch die Flucht aus Verona. Das Paar schwört sich zum Abschied ewige Liebe. Giulietta bleibt schluchzend in Isabellas Armen zurück.

### Dritter Akt
Erstes Bild: Platz in Mantua, Nachmittag

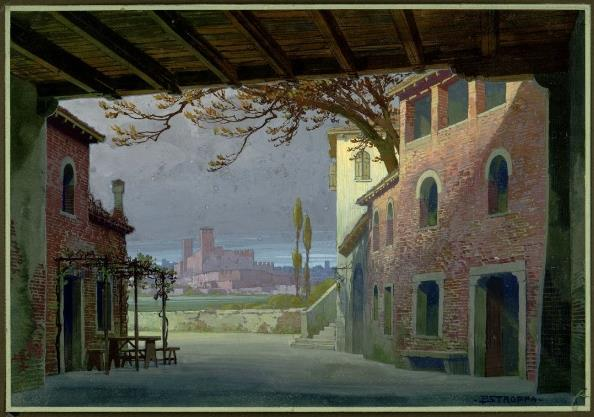
Dritter Akt, erstes Bild: Platz in Mantua

Auf der rechten Seite ein Haus mit einer großen, weit geöffneten Tür; am Türbogen hängt ein eisernes Schild in Form eines Pferdes und eines Heubündels mit der Inschrift „Alla iscuderia de Verona“ [„Zum Reitstall von Verona“]. Links ein weiteres Haus mit einer efeubedeckten Pergola. Unter der Pergola ein Tisch und Bänke. Neben dem Stall ein roher Steinsitz. Es ist Nachmittag. Der Himmel in der Ferne ist dunkel, aber die Sonne scheint noch auf die Häuser und den mit Leuten und Verkäufern belebten Platz. Drinnen an Tisch – unter der Pergola – sitzen einige Männer. Verwirrung, Lärm, Lieder.
Vor dem drohenden Unwetter räumen die Verkäufer ihre Sachen zusammen. Einige steigen auf einen Wagen und fahren davon. Ein Soldat drängt mit zwei am Zügel geführten Pferden durch die Menge, hält vor dem Reitstall, ruft nach dem Besitzer Bernabò, und bringt dann seine Pferde in den Stall. Bernabò setzt sich auf die Steinbank. Ein sonnengebräunter und staubiger Straßensänger mit einer Laute bittet um ein Getränk. Kurz darauf trifft Romeo ein, der nach seiner Flucht in Mantua untergekommen war, einen Boten nach Verona geschickt hatte und nun auf dessen Rückkehr wartet. Der Straßensänger singt vom Tod Giuliettas, der „schönsten Blume Veronas“. Romeo schreit entsetzt auf. Er springt auf und drängt den Sänger gewaltsam, mehr zu erzählen. So erfährt er, dass Giulietta unmittelbar vor ihrer Hochzeit mit dem Grafen Lodrone gestorben sei und nun in Verona Lieder über sie gesungen werden. Romeo bittet den Sänger um Verzeihung für seinen Ausfall und gibt ihm einen Beutel mit Geld. Dann fordert er ihn auf, das ganze Lied vorzutragen, dem er verzweifelt lauscht (Straßensänger: „Done, piansì“). Inzwischen ist das Gewitter vollständig ausgebrochen. Romeos Bote galoppiert auf den Platz und bestätigt die Aussage des Sängers. Nun hält Romeo nichts mehr in Mantua. Er reitet trotz des nächtlichen Unwetters los, um am nächsten Morgen in Verona zu sein.
Die Pferde leuchten im Fackelschein auf und verschwinden wieder. Wildes Tosen. Und im Tosen reitet Romeo nach Verona. Er geht im Sturm und in Verzweiflung, sein Gesicht von Mähnen und Wind umweht. Seine Augen sind blind vor Regen und Tränen: sein Weg führt durch Straßen und Dörfer und Gräben, er galoppiert über Wege und Felder, den Sturm ausfüllend mit seiner Seele und seinem Schreien. „Giulietta“ schreit sein Herz. „Giulietta“ schreit der Wind. „Giulietta! Giulietta!“ dröhnt der Donner. Der Sturm, der Himmel und die Erde schreien verzweifelt den Namen. Und er reitet.
Aber im Morgengrauen lässt das Tosen nach, und der Himmel verstummt. Die ersten Dörfer erscheinen, stumm, unter dem dunklen Frieden des Sturms; die ersten Türme tauchen auf, noch verschattet durch den Rauch des Unwetters, und ein blutloser Mond gleitet durch die aufgewühlten Wolken. Und hier erscheint das Kloster des Konvents.
Zweites Bild: die Kapelle der Capuleti, Morgendämmerung

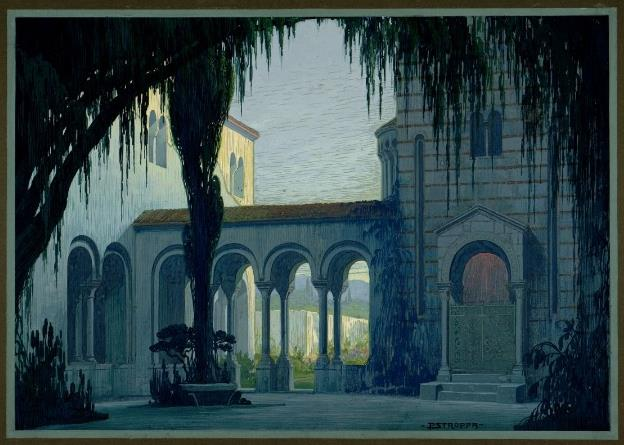
Dritter Akt, zweites Bild: Kapelle der Capuleti

Die zarten Säulen stechen kahl im Glühen der unsicheren Morgendämmerung heraus. Tiefer Frieden. Auf der rechten Seite die erleuchtete Kapelle der Capuleti und – drinnen – auf dem Sarkophag liegend, unter dem Licht der Lampe, bedeckt mit Schleiern und Blumen, schläft Giulietta. Romeo kommt von unten, gefolgt von einem Familienmitglied. Auf seinen zerzausten Haaren und seinem aufgeweichten Gesicht hat er noch den Wind des Ritts. Leise stöhnt der letzte ersterbende Donner. Romeo erblickt das Licht, sieht Giulietta und stößt einen Seufzer aus.
Romeo fordert seinen Begleiter auf, ihn allein zu lassen. Da dieser sich weigert, führt er ihn mit sanfter Gewalt hinaus, kehrt anschließend zurück und ruft verzweifelt nach Giulietta (Romeo: „Giulietta! son io!“). Da das Gitter jedoch verschlossen ist, kann er nicht zu ihr gelangen. Er fleht sie vergeblich an, aufzuwachen und ihn anzuhören. Schließlich zieht er ein Gefäß mit Gift hervor und trinkt es gierig aus. Er lässt sich schmerzerfüllt unter einem blühenden Baum nieder, das Gesicht zum Boden gerichtet. Jetzt klart der Himmel auf. Giulietta öffnet ihre Augen und erhebt sich. Sie bemerkt ihren Geliebten, der ihr im Delirium nur noch seinen eigenen Tod verkünden kann. Mit einem Schrei springt sie auf, öffnet das Tor von innen und wirft sich wie wahnsinnig in seine Arme. Nach einigen innigen Küssen erklärt Romeo ihr, dass er Gift genommen hat. Giulietta ihrerseits erzählt, dass sie, um der Hochzeit zu entgehen, einen Trank zu sich genommen hatte, der sie in einen todesähnlichen Zustand versetzte. Während Romeo von seinem wilden Ritt phantasiert, ergänzt Giulietta noch, dass sie ihm einen Boten mit der Erklärung gesendet hatte. Inzwischen ist der Morgen angebrochen. Die Glocken läuten, und Stimmen sind von der Straße zu hören. Ein heller Sonnenstrahl flackert unter dem Bogen auf. Giulietta kann ohne Romeo nicht leben. Sie sinkt neben ihn nieder. Die Liebenden sterben gemeinsam und eng umschlungen unter den Strahlen der Sonne.

## Gestaltung
Das Werk basiert nicht auf dem bekannten Shakespeare-Drama Romeo und Julia, sondern auf dessen Vorlagen. Daher fehlen einige der bekannten Szenen und Charaktere. Außer dem Liebespaar tritt nur Tybalt (in der Gestalt des Tebalo) auf. Selbst Bruder Lorenzo fehlt. Analog zum Melodramma des 19. Jahrhunderts ist dem zentralen Liebespaar ein einzelner Gegner (hier Tebaldo) gegenübergestellt, vergleichbar mit Jago in Giuseppe Verdis Otello. Die übrigen Charaktere tragen lediglich zum Lokalkolorit bei. Die Feindschaft zwischen den Capuleti und Montecchi hat hier so keine zentrale Bedeutung wie bei Shakespeare. Der Grund für Tebaldos Handeln ist im Wesentlichen die illegitime und somit schändliche Beziehung des Paares. Sein Zorn richtet sich daher nicht nur gegen Romeo, sondern auch gegen Giulietta. Auf der anderen Seite ist die Kenntnis von Shakespeares Drama Voraussetzung für das Verständnis des Textes, da viele Wendungen – wie z. B. der Grund für Giuliettas Scheintod – nicht vollständig erklärt werden. Ihr Tod wird nicht als Selbstmord dargestellt, sondern ist ein echter Liebestod.  Das Liebespaar stirbt im Gegensatz zur Shakespeare-Fassung gemeinsam. Die Oper beschränkt sich nicht auf eine realistische Darstellung der Handlung, sondern verklärt sie stark. Hinzu kommt eine „geradezu programmatische Tendenz zu einer national-volkstümlichen Mystifizierung der Städte Verona und Mantua“, die sich in vielen malerischen Szenen und Handlungselementen ausdrücken. Zu nennen sind hier beispielsweise das Maskentreiben und das Stornello im ersten Akt, der Fackeltanz im zweiten, das Lied des Straßensängers im dritten Akt oder der als symphonisches Intermezzo auskomponierte Ritt Romeos zum Sterbebett seiner Geliebten. Letzterer ist das bekannteste Stück der Oper und wird gelegentlich auch separat gespielt.
Die Oper ist durchkomponiert. Sie besitzt abgesehen vom Lautenlied des Straßensängers im dritten Akt („Done, piansì“) keine in sich geschlossenen Formen. Leitmotive fehlen weitgehend. Stattdessen werden in einzelnen Szenen Motive vorgestellt, die Zandonai anschließend variiert und verarbeitet. Auch szenenübergreifende Themen kommen vor. So erklingt das Stornello vom Ende des ersten Akts erneut beim gemeinsamen Tod der Liebenden. Musikalisch wird eine Vorliebe für Ostinati und liegende Klänge deutlich, ebenso wie eine Tendenz zu historisierenden Wendungen archaischen Charakters. Der Vokalstil ist vom Verismo geprägt und reich an Melodien. Zu den eindringlichsten Stellen zählen außer dem Lied des Straßensängers vor allem Giuliettas „Son la vostra sposa“ im zweiten Akt und Romeos „Giulietta! son io!“ nach seiner Ankunft in der Kapelle. Trotz einiger Qualitäten fällt der musikalische Einfallsreichtum Zandonais jedoch gegenüber dem seiner bekanntesten Oper, Francesca da Rimini, zurück.
Die jüngere Kritik sieht die Handlung auf „eine Folge effektvoller dramatischer oder lyrischer Situationen von mehr oder minder großer Bedeutung“ reduziert, so dass der „Eindruck einer gezielten Dekonstruktion [entsteht], die ganz bewusst auf die Omnipräsenz des Romeo-und[-]Julia-Mythos baut und diesen auf ein auf Stationendrama reduziert“.

### Instrumentation
Die Orchesterbesetzung der Oper enthält die folgenden Instrumente:
- Holzbläser: Piccoloflöte, zwei Flöten, zwei Oboen, Englischhorn, zwei Klarinetten, Bassklarinette, zwei Fagotte
- Blechbläser: vier Hörner, drei Trompeten, drei Posaunen, Bassposaune
- Pauken, Schlagzeug: kleine Trommel, große Trommel, Becken, Triangel, Tamtam, Tamburin
- Celesta
- Harfe
- Streicher
- Bühnenmusik: Glocken, kleine Trommel, Ziehharmonika, kleines Orchester (Flöte, Klarinette, Triangel, Tamburin, Harmonium, Klavier mit Papier auf den Saiten, Laute)

## Werkgeschichte

### Entstehung
Nach den Erfolgen seiner bisherigen Opern, insbesondere Francesca da Rimini (1914), suchte Zandonai nach einem italienischen Stoff für ein weiteres Werk. 1917 fand er dies in dem Klassiker Romeo und Julia. Er wollte dazu allerdings nicht Shakespeares Drama Romeo und Julia verwenden, sondern ohne die späteren Ergänzungen direkt deren Vorlagen nutzen. Als Hauptquelle diente ihm Luigi da Portos Historia novellamente ritrovata dei due nobili amanti (1531). Außerdem nutzte er Motive aus Matteo Bandellos La sfortunata morte di due infelicissimi amanti (erschienen 1554) und Berto Barbaranis „poemetto“ Giulietta e Romeo (1902). Für das Libretto wandte sich Zandonai an Giuseppe Adami, der die Aufgabe zunächst Anfang 1920 gemeinsam mit Arturo Rossato begann und sie im April 1920 nach schweren Differenzen diesem und dem mitarbeitenden Nicola D’Atri übergab. Die erste Fassung des Librettos war im November 1920 fertiggestellt. Zandonai begann parallel dazu in Sacco di Rovereto mit der Komposition, unterbrach die Arbeit aus Krankheits- und Reisegründen aber bis zum März 1921. Sie war im Sommer oder Herbst 1921 abgeschlossen. Die Instrumentation des Intermezzos und des dritten Akts schickte er im Dezember an den Verlag Ricordi.
Ein Klavierauszug mit deutscher Übersetzung von Alfred Brüggemann erschien 1924 im Verlag Ricordi.

### Rezeption
Zandonai dirigierte die Uraufführung am 14. Februar 1922 im Teatro Costanzi in Rom selbst. Regie führte Romeo Francioli. Das Bühnenbild stammte von Pietro Stroppa. Die Hauptrollen übernahmen Gilda dalla Rizza (Giulietta) und Miguel Fleta (Romeo). Des Weiteren sangen Agnese Porter (Isabella), Carmelo Maugeri (Tebaldo), Luigi Nardi (Sänger und ein Montecchio), Nello Palai (Gregorio und „famiglio“), Mario Pinheiro (Sansone), Michele Fiore (Bernabò), Lucia Torelli (eine Frau) und Ernesto Besanzoni („banditore“).
Die Aufführung wurde beim Publikum ein grandioser Erfolg. Die Kritiker dagegen lehnten das Werk ab. Sie bemerkten „Mangel an Kohärenz und innerer Entwicklung, Mangel auch an Charakteristik, Äußerlichkeit in der Farbgebung und eine kritiklose Gefolgschaft Mascagnis“.
Im selben Jahr gab es Folgeaufführungen in Pesaro (Dirigent: Zandonai), Buenos Aires und Rio de Janeiro, 1923 in Parma (Dirigent: Vincenzo Bellezza) und am Teatro San Carlo in Neapel (Dirigent: Tullio Serafin). Auch an kleineren und mittelgroßen Theatern wurde das Werk gespielt. 1932 spielte das Teatro alla Scala in Mailand die Oper (Dirigent: Zandonai), und 1939 die Arena von Verona (Dirigent: Zandonai). Anschließend ließ das Interesse nach. Die Oper wurde dennoch bis 1972 und zwischen 1982 und 1992 fast jedes Jahr irgendwo gespielt. Aufführungen gab es beispielsweise 1941 in Neapel, 1955 in Bologna, 1956 in Lissabon, 1966 in Treviso, 1967 in Triest und 1972 in Neapel. Die erste Produktion in den USA gab es erst 1982 in San Diego. In Deutschland wurde die Oper nur selten aufgeführt, unter anderem als Gastspiel der Arena di Verona 1986 in Wiesbaden (Dirigent: Gianfranco Masini).
In den letzten fünf Jahren (Stand 2017) wurde Zandonais Giulietta e Romeo nur in Erfurt und Braunschweig gegeben. Diese Inszenierungen verlegten die Handlung in ein Internat um 1900 (Erfurt) bzw. in die Schlachtfelder und Lazarette des Ersten Weltkriegs (Braunschweig).

## Aufnahmen
- 1955 – Angelo Questa (Dirigent), Chor und Orchestra Sinfonica della RAI di Milano.
 Anna Maria Rovere (Giulietta), Angelo Loforese (Romeo), Ornella Rovero (Isabella), Renato Capecchi (Tebaldo), Dino Formichini (der Sänger), Salvatore de Tommaso (Gregorio), Antonio Massaria (Sansone), Ugo Novelli (Bernabò), Mario Carlin (ein Montecchio).
 Live, konzertant aus Mailand.
 EJS 216 (2 LPs), GOP 66.352 (2 CDs), Cantus Classics 500932 (2 CDs).[9]:24256
- 1961 – Loris Gavarini (Dirigent), Orchestra Sinfonica di San Remo, Chor des Teatro Comunale di Bologna.
 Antonietta Mazza-Medici (Giulietta), Angelo Loforese (Romeo), Maria Minetto (Isabella), Mario Zanasi (Tebaldo), Ottorino Begali (der Sänger), Giuseppe Bertinazzo (Gregorio), Bruno Cioni (Sansone), Alfonso Marchia (Bernabò), Armando Benzi (ein Montecchio).
 Studioaufnahme.
 Cetra 1266 2 LPs, Warner Fonit 5050466-2963-2 (2CDs).[9]:24255[10]
- 1972 – Oliviero de Fabritiis (Dirigent), Orchester und Chor des Teatro San Carlo Neapel.
 Maria Chiara (Giulietta), Carlo Bini (Romeo), Marisa Zotti (Isabella), Giulio Fioravanti (Tebaldo), Ermanno Lorenzi (der Sänger), Angelo Marchiandi (Gregorio), Gino Calò (Sansone), Gennaro Chiocca (Bernabò), Aronne Ceroni (ein Montecchio).
 Live aus Neapel.[9]:24257[11]